# Llista d'asteroides/98701–98800
| Nom                | Designació provisional | Data de descobriment | Lloc de descobriment | Descobridor/s  |
| ------------------ | ---------------------- | -------------------- | -------------------- | -------------- |
| 98701 -            | 2000 XS30              | 4 de desembre, 2000  | Socorro              | LINEAR         |
| 98702 -            | 2000 XX31              | 4 de desembre, 2000  | Socorro              | LINEAR         |
| 98703 -            | 2000 XE33              | 4 de desembre, 2000  | Socorro              | LINEAR         |
| 98704 -            | 2000 XJ34              | 4 de desembre, 2000  | Socorro              | LINEAR         |
| 98705 -            | 2000 XT35              | 5 de desembre, 2000  | Socorro              | LINEAR         |
| 98706 -            | 2000 XY36              | 5 de desembre, 2000  | Socorro              | LINEAR         |
| 98707 -            | 2000 XL37              | 5 de desembre, 2000  | Socorro              | LINEAR         |
| 98708 -            | 2000 XO38              | 5 de desembre, 2000  | Socorro              | LINEAR         |
| 98709 -            | 2000 XQ38              | 5 de desembre, 2000  | Socorro              | LINEAR         |
| 98710 -            | 2000 XZ38              | 5 de desembre, 2000  | Socorro              | LINEAR         |
| 98711 -            | 2000 XH42              | 5 de desembre, 2000  | Socorro              | LINEAR         |
| 98712 -            | 2000 XT42              | 5 de desembre, 2000  | Socorro              | LINEAR         |
| 98713 -            | 2000 XH43              | 5 de desembre, 2000  | Socorro              | LINEAR         |
| 98714 -            | 2000 XU47              | 4 de desembre, 2000  | Socorro              | LINEAR         |
| 98715 -            | 2000 XH48              | 4 de desembre, 2000  | Socorro              | LINEAR         |
| 98716 -            | 2000 XH49              | 4 de desembre, 2000  | Socorro              | LINEAR         |
| 98717 -            | 2000 XL49              | 4 de desembre, 2000  | Socorro              | LINEAR         |
| 98718 -            | 2000 XX49              | 4 de desembre, 2000  | Socorro              | LINEAR         |
| 98719 -            | 2000 XT52              | 6 de desembre, 2000  | Socorro              | LINEAR         |
| 98720 -            | 2000 XC54              | 5 de desembre, 2000  | Socorro              | LINEAR         |
| 98721 -            | 2000 YV5               | 19 de desembre, 2000 | Socorro              | LINEAR         |
| 98722 Elenaumberto | 2000 YJ8               | 22 de desembre, 2000 | Ceccano              | G. Masi        |
| 98723 -            | 2000 YY11              | 22 de desembre, 2000 | Haleakala            | NEAT           |
| 98724 -            | 2000 YF14              | 23 de desembre, 2000 | Kitt Peak            | Spacewatch     |
| 98725 -            | 2000 YP14              | 23 de desembre, 2000 | Kleť                 | Kleť           |
| 98726 -            | 2000 YW15              | 22 de desembre, 2000 | Anderson Mesa        | LONEOS         |
| 98727 -            | 2000 YN16              | 26 de desembre, 2000 | Kleť                 | Kleť           |
| 98728 -            | 2000 YG21              | 29 de desembre, 2000 | Desert Beaver        | W. K. Y. Yeung |
| 98729 -            | 2000 YW25              | 22 de desembre, 2000 | Socorro              | LINEAR         |
| 98730 -            | 2000 YM26              | 28 de desembre, 2000 | Socorro              | LINEAR         |
| 98731 -            | 2000 YF30              | 29 de desembre, 2000 | Haleakala            | NEAT           |
| 98732 -            | 2000 YR30              | 22 de desembre, 2000 | Needville            | Needville      |
| 98733 -            | 2000 YT30              | 29 de desembre, 2000 | Needville            | Needville      |
| 98734 -            | 2000 YQ33              | 30 de desembre, 2000 | Desert Beaver        | W. K. Y. Yeung |
| 98735 -            | 2000 YC34              | 28 de desembre, 2000 | Socorro              | LINEAR         |
| 98736 -            | 2000 YO35              | 30 de desembre, 2000 | Socorro              | LINEAR         |
| 98737 -            | 2000 YC36              | 30 de desembre, 2000 | Socorro              | LINEAR         |
| 98738 -            | 2000 YG38              | 30 de desembre, 2000 | Socorro              | LINEAR         |
| 98739 -            | 2000 YR40              | 30 de desembre, 2000 | Socorro              | LINEAR         |
| 98740 -            | 2000 YN43              | 30 de desembre, 2000 | Socorro              | LINEAR         |
| 98741 -            | 2000 YH45              | 30 de desembre, 2000 | Socorro              | LINEAR         |
| 98742 -            | 2000 YM45              | 30 de desembre, 2000 | Socorro              | LINEAR         |
| 98743 -            | 2000 YA46              | 30 de desembre, 2000 | Socorro              | LINEAR         |
| 98744 -            | 2000 YM46              | 30 de desembre, 2000 | Socorro              | LINEAR         |
| 98745 -            | 2000 YB47              | 30 de desembre, 2000 | Socorro              | LINEAR         |
| 98746 -            | 2000 YQ49              | 30 de desembre, 2000 | Socorro              | LINEAR         |
| 98747 -            | 2000 YV50              | 30 de desembre, 2000 | Socorro              | LINEAR         |
| 98748 -            | 2000 YP51              | 30 de desembre, 2000 | Socorro              | LINEAR         |
| 98749 -            | 2000 YS51              | 30 de desembre, 2000 | Socorro              | LINEAR         |
| 98750 -            | 2000 YJ52              | 30 de desembre, 2000 | Socorro              | LINEAR         |
| 98751 -            | 2000 YN52              | 30 de desembre, 2000 | Socorro              | LINEAR         |
| 98752 -            | 2000 YK53              | 30 de desembre, 2000 | Socorro              | LINEAR         |
| 98753 -            | 2000 YW53              | 30 de desembre, 2000 | Socorro              | LINEAR         |
| 98754 -            | 2000 YV54              | 30 de desembre, 2000 | Socorro              | LINEAR         |
| 98755 -            | 2000 YF58              | 30 de desembre, 2000 | Socorro              | LINEAR         |
| 98756 -            | 2000 YL59              | 30 de desembre, 2000 | Socorro              | LINEAR         |
| 98757 -            | 2000 YZ61              | 30 de desembre, 2000 | Socorro              | LINEAR         |
| 98758 -            | 2000 YM63              | 30 de desembre, 2000 | Socorro              | LINEAR         |
| 98759 -            | 2000 YH68              | 28 de desembre, 2000 | Socorro              | LINEAR         |
| 98760 -            | 2000 YO68              | 28 de desembre, 2000 | Socorro              | LINEAR         |
| 98761 -            | 2000 YR68              | 28 de desembre, 2000 | Socorro              | LINEAR         |
| 98762 -            | 2000 YT68              | 28 de desembre, 2000 | Socorro              | LINEAR         |
| 98763 -            | 2000 YL69              | 30 de desembre, 2000 | Socorro              | LINEAR         |
| 98764 -            | 2000 YQ69              | 30 de desembre, 2000 | Socorro              | LINEAR         |
| 98765 -            | 2000 YP70              | 30 de desembre, 2000 | Socorro              | LINEAR         |
| 98766 -            | 2000 YF72              | 30 de desembre, 2000 | Socorro              | LINEAR         |
| 98767 -            | 2000 YV72              | 30 de desembre, 2000 | Socorro              | LINEAR         |
| 98768 -            | 2000 YD75              | 30 de desembre, 2000 | Socorro              | LINEAR         |
| 98769 -            | 2000 YE75              | 30 de desembre, 2000 | Socorro              | LINEAR         |
| 98770 -            | 2000 YN77              | 30 de desembre, 2000 | Socorro              | LINEAR         |
| 98771 -            | 2000 YN78              | 30 de desembre, 2000 | Socorro              | LINEAR         |
| 98772 -            | 2000 YP78              | 30 de desembre, 2000 | Socorro              | LINEAR         |
| 98773 -            | 2000 YW79              | 30 de desembre, 2000 | Socorro              | LINEAR         |
| 98774 -            | 2000 YM80              | 30 de desembre, 2000 | Socorro              | LINEAR         |
| 98775 -            | 2000 YD82              | 30 de desembre, 2000 | Socorro              | LINEAR         |
| 98776 -            | 2000 YN84              | 30 de desembre, 2000 | Socorro              | LINEAR         |
| 98777 -            | 2000 YV85              | 30 de desembre, 2000 | Socorro              | LINEAR         |
| 98778 -            | 2000 YX85              | 30 de desembre, 2000 | Socorro              | LINEAR         |
| 98779 -            | 2000 YJ86              | 30 de desembre, 2000 | Socorro              | LINEAR         |
| 98780 -            | 2000 YZ90              | 30 de desembre, 2000 | Socorro              | LINEAR         |
| 98781 -            | 2000 YF91              | 30 de desembre, 2000 | Socorro              | LINEAR         |
| 98782 -            | 2000 YS92              | 30 de desembre, 2000 | Socorro              | LINEAR         |
| 98783 -            | 2000 YB93              | 30 de desembre, 2000 | Socorro              | LINEAR         |
| 98784 -            | 2000 YU93              | 30 de desembre, 2000 | Socorro              | LINEAR         |
| 98785 -            | 2000 YR94              | 30 de desembre, 2000 | Socorro              | LINEAR         |
| 98786 -            | 2000 YR96              | 30 de desembre, 2000 | Socorro              | LINEAR         |
| 98787 -            | 2000 YP97              | 30 de desembre, 2000 | Socorro              | LINEAR         |
| 98788 -            | 2000 YQ98              | 30 de desembre, 2000 | Socorro              | LINEAR         |
| 98789 -            | 2000 YF99              | 30 de desembre, 2000 | Socorro              | LINEAR         |
| 98790 -            | 2000 YW99              | 30 de desembre, 2000 | Socorro              | LINEAR         |
| 98791 -            | 2000 YW104             | 28 de desembre, 2000 | Socorro              | LINEAR         |
| 98792 -            | 2000 YR105             | 28 de desembre, 2000 | Socorro              | LINEAR         |
| 98793 -            | 2000 YT106             | 30 de desembre, 2000 | Socorro              | LINEAR         |
| 98794 -            | 2000 YX109             | 30 de desembre, 2000 | Socorro              | LINEAR         |
| 98795 -            | 2000 YJ110             | 30 de desembre, 2000 | Socorro              | LINEAR         |
| 98796 -            | 2000 YD111             | 30 de desembre, 2000 | Socorro              | LINEAR         |
| 98797 -            | 2000 YS111             | 30 de desembre, 2000 | Socorro              | LINEAR         |
| 98798 -            | 2000 YW111             | 30 de desembre, 2000 | Socorro              | LINEAR         |
| 98799 -            | 2000 YZ111             | 30 de desembre, 2000 | Socorro              | LINEAR         |
| 98800 -            | 2000 YN114             | 30 de desembre, 2000 | Socorro              | LINEAR         |